# Phyllonorycter suaveolentis
Phyllonorycter suaveolentis là một loài bướm đêm thuộc họ Gracillariidae. Nó được tìm thấy ở vùng núi của Corse.
Ấu trùng ăn Alnus viridis suaveolens. Chúng ăn lá nơi chúng làm tổ. They create a small, oval, lower-surface tentiform mine between two side veins. There are several folds which are very similar. The frass is deposited in two bands at either side of the cocoon.